# Pauline von Biron
Pauline von Biron, född 1782, död 1845, var regerande hertiginna av det preussiska hertigdömet Sagan från 1838 till 1845.
Hon gifte sig 1800 i Prag med furst Friedrich Hermann Otto av Hohenzollern-Hechingen. Paret fick en son. År 1805 separerade hon från maken efter ett förhållande med sin svåger prins Louis de Rohan-Guémenée. Hon närvarade vid Wienkongressen 1815, där hennes förhållande med Ludwig von Wallmoden-Gimborn blev mycket omtalat. Pauline ärvde år 1838 hertigdömet Sagan från sin syster Wilhelmine. Hon föredrog att bo i Wien, och efterträddes som hertiginna av sin syster Dorothea. 